# Resolution ResAP(2008)1 on requirements and criteria for the safety of tattoos and permanent make-up
Die Resolution ResAP(2008)1 on requirements and criteria for the safety of tattoos and permanent make-up (übersetzt „Entschließung ResAP(2008)1 über die Anforderungen und Kriterien für die Sicherheit von Tätowierungen und Permanent Make-up“) des Europarats vom 20. Februar 2008 ist eine Verordnung im Bereich des Verbraucherschutzes insbesondere für die Tattoofarben für Tätowierungen und Permanent Make-up. Sie ersetzt die Resolution ResAP(2003)2 on tattoos and permanent make-up vom 19. Juni 2003.
Sie enthält Grenzwerte für Schwermetalle und krebserzeugende polycyclische aromatische Kohlenwasserstoffe; die krebserzeugenden aromatischen Amine dürfen überhaupt nicht nachweisbar sein.